# Cantonul Maintenon
Cantonul Maintenon este un canton din arondismentul Chartres, departamentul Eure-et-Loir, regiunea Centru, Franța.

## Comune
| Comune                                           | Populație (1999) | Cod poștal | Cod INSEE |
| ------------------------------------------------ | ---------------- | ---------- | --------- |
| Bailleau-Armenonville                            | 1 179            | 28320      | 28023     |
| Bleury - Saint-Symphorien                        | 1256             | 28700      | 28361     |
| • Bleury (commune déléguée)                      | 422              | 28700      | 28042     |
| • Saint-Symphorien-le-Château (commune déléguée) | 834              | 28700      | 28361     |
| Bouglainval                                      | 801              | 28130      | 28052     |
| Chartainvilliers                                 | 630              | 28130      | 28084     |
| Droue-sur-Drouette                               | 1 123            | 28230      | 28135     |
| Écrosnes                                         | 742              | 28320      | 28137     |
| Épernon                                          | 5 498            | 28230      | 28140     |
| Gallardon                                        | 3 510            | 28320      | 28168     |
| Gas                                              | 634              | 28320      | 28172     |
| Hanches                                          | 2 313            | 28130      | 28191     |
| Houx                                             | 653              | 28130      | 28195     |
| Maintenon                                        | 4 440            | 28130      | 28227     |
| Mévoisins                                        | 634              | 28130      | 28249     |
| Pierres                                          | 2 691            | 28130      | 28298     |
| Saint-Martin-de-Nigelles                         | 1 147            | 28130      | 28352     |
| Saint-Piat                                       | 1 091            | 28130      | 28357     |
| Soulaires                                        | 423              | 28130      | 28379     |
| Yermenonville                                    | 511              | 28130      | 28423     |
| Ymeray                                           | 503              | 28320      | 28425     |